# Love (Lana Del Rey)
Love è un singolo della cantante statunitense Lana Del Rey, il primo estratto dal quinto album in studio  Lust for Life e pubblicato il 18 febbraio 2017.

## Descrizione
Il tema del brano è l'amore vissuto nella gioventù: l'artista si rivolge ai suoi fan in età adolescenziale, celebrando la loro giovinezza e invitandoli a vivere con la spensieratezza che dovrebbe essere tipica di questa fase della vita, in cui per dimenticarsi di tutto il resto basta essere innamorati.  Il brano è trapelato in rete due giorni prima della sua pubblicazione ufficiale, è reso disponibile in download digitale in tutto il mondo il 18 febbraio 2017. Ad un giorno dalla pubblicazione, il singolo, è slittato nella top 10 di oltre 50 paesi, tra cui negli Stati Uniti alla posizione numero 4.

## Accoglienza
Chris Richards del Washington Post ha scritto che il singolo «ha il suono di due milligrammi di Xanax ridotti in polvere e abbandonati a una brezza del Pacifico all'interno della mente di chi ascolta.»

## Video musicale
Il video musicale del brano è stato diretto da Rich Lee ed è stato annunciato tramite una diretta su Instagram dalla stessa cantante a seguito del leak e pubblicato su YouTube il 20 febbraio 2017. Il filmato abbina clip della cantante in bianco e nero a clip che mostrano alcuni ragazzi andare sullo skateboard e guidare fino a raggiungere lo spazio. A questo punto gli occhi di Lana si colorano di blu, assieme al resto della scena: la cantante è raffigurata mentre si sta esibendo in una performance canora sulla luna. Il video ufficiale ha totalizzando 8 milioni di visualizzazioni in poco più di 24 ore.

## Tracce
1. Love – 4:40 (Elizabeth Grant, Richard Nowels, Jr., Emile Haynie, Benjamin Levin)

## Successo commerciale
Love ha debuttato al numero 44 della Billboard Hot 100, diventando la sua canzone a raggiungere la posizione più alta sulla classifica dal singolo apripista di Ultraviolence, West Coast, e ha anche debuttato al numero 2 nella Hot Rock Songs, superando il picco alla numero 3 di Young and Beautiful del 2013. Love ha segnato il suo primo n. 1 nella Rock Digital Song Sales (46 000 download) e ha debuttato al n.5 nella Rock Streaming Songs (6,6 milioni di stream nazionali).